# Palazzo Sanvitale
Il Palazzo Sanvitale è un edificio dalle forme neoclassiche situato in piazzale Sanvitale 1 a Parma; fino al 2015 ospitava la sede centrale di Banca Monte Parma, oggi incorporata in Intesa Sanpaolo.

## Storia
Il palazzo originario fu edificato nella prima metà del XVI secolo da parte della famiglia Lalatta; esso occupava la metà orientale dell'odierno edificio, con facciata su strada Cairoli.
Passato in seguito ai Prati e ai Cesi, il palazzo pervenne ai Sanvitale nel 1639, quando il conte Alessandro II combinò un matrimonio tra il figlio Luigi e Lucrezia Cesi, figlia di Fortunato Cesi. Gli accordi dotali prevedevano che il palazzo divenisse di proprietà dei Sanvitale in cambio del completo mantenimento di Lelia Cesi, madre della sposa, da parte di Alessandro.

Stemma dei Sanvitale

I Sanvitale attuarono nel corso degli anni diversi accorpamenti di fabbricati contigui, tra cui il teatro della Racchetta, ceduto nel 1686 dal duca Ranuccio II Farnese ai Sanvitale in cambio di alcuni stabili dopo la costruzione del Teatro Ducale della Riserva, più vicino alla corte farnesiana.
Il conte Alessandro Sanvitale tra il 1719 e il 1720 fece risistemare l'appartamento del primo piano in vista delle nozze tra il nipote Giacomo Antonio e Isabella Cenci, rivolgendosi a vari artisti dell'epoca, tra i quali Pietro Abbati, Antonio Del Bo', Giuseppe Rocchetti e Giovanni Bolla.
Nella seconda metà del XVIII secolo il palazzo fu completamente ristrutturato su progetto dell'architetto Angelo Rasori, coadiuvato da Domenico Cossetti; fu inoltre innalzata la nuova facciata sull'intero lato nord dell'attuale piazzale Sanvitale, su cui fu aperto il nuovo ingresso, e fu costruita un'intera ala del palazzo, comprendente il vestibolo e lo scalone d'onore. L'inaugurazione avvenne l'8 luglio 1787, in occasione delle nozze fra Stefano Sanvitale, primogenito del conte Alessandro III, e Luigia Gonzaga.
Negli anni seguenti l'edificio si arricchì di affreschi e stucchi, ad opera di artisti di notevole importanza, a testimonianza della ricchezza dei Sanvitale.
Nei primi anni del XIX secolo l'imponente edificio fu eletto a residenza di rappresentanza per ospiti illustri di passaggio a Parma. La notte del 9 novembre 1804 vi dormì papa Pio VII, diretto a Parigi dove avrebbe assistito all'autoincoronazione di Napoleone Bonaparte. Lo stesso imperatore, proveniente da Bologna, vi sostò l'anno seguente con la moglie Giuseppina nella notte tra il 26 e il 27 giugno. In cambio dell'ospitalità ricevuta, Napoleone ricompensò subito il conte Stefano Sanvitale con una scatola d'oro, l'anno successivo lo nominò maire (sindaco) di Parma e nel 1814 gli attribuì il titolo di barone dell'Impero.
Il grande teatro della Racchetta fu demolito intorno al 1830.
Nel 1932 l'ultimo discendente dei Sanvitale, il conte Giovanni, cedette il palazzo alle Figlie della Croce, che vi trasferirono le proprie scuole e vi rimasero fino al 1978, quando il palazzo fu acquistato dalla Banca del Monte di Parma.
Tra il 1979 e il 1988 la banca eseguì grandi lavori di recupero e restauro dell'edificio, per trasformarlo nella propria sede principale.
Nel 1999 fu inaugurato nel palazzo, sede anche della Fondazione Monte Parma, il museo Amedeo Bocchi, cui si aggiunse nel 2014 il museo Renato Vernizzi. Tuttavia la Fondazione, non più proprietaria della Banca del Monte di Parma, rimase nell'edificio in qualità di affittuaria e nel 2015 acquistò il palazzo della Banca d'Italia di strada Farini, con l'intenzione di trasferirvi la propria sede.

## Descrizione

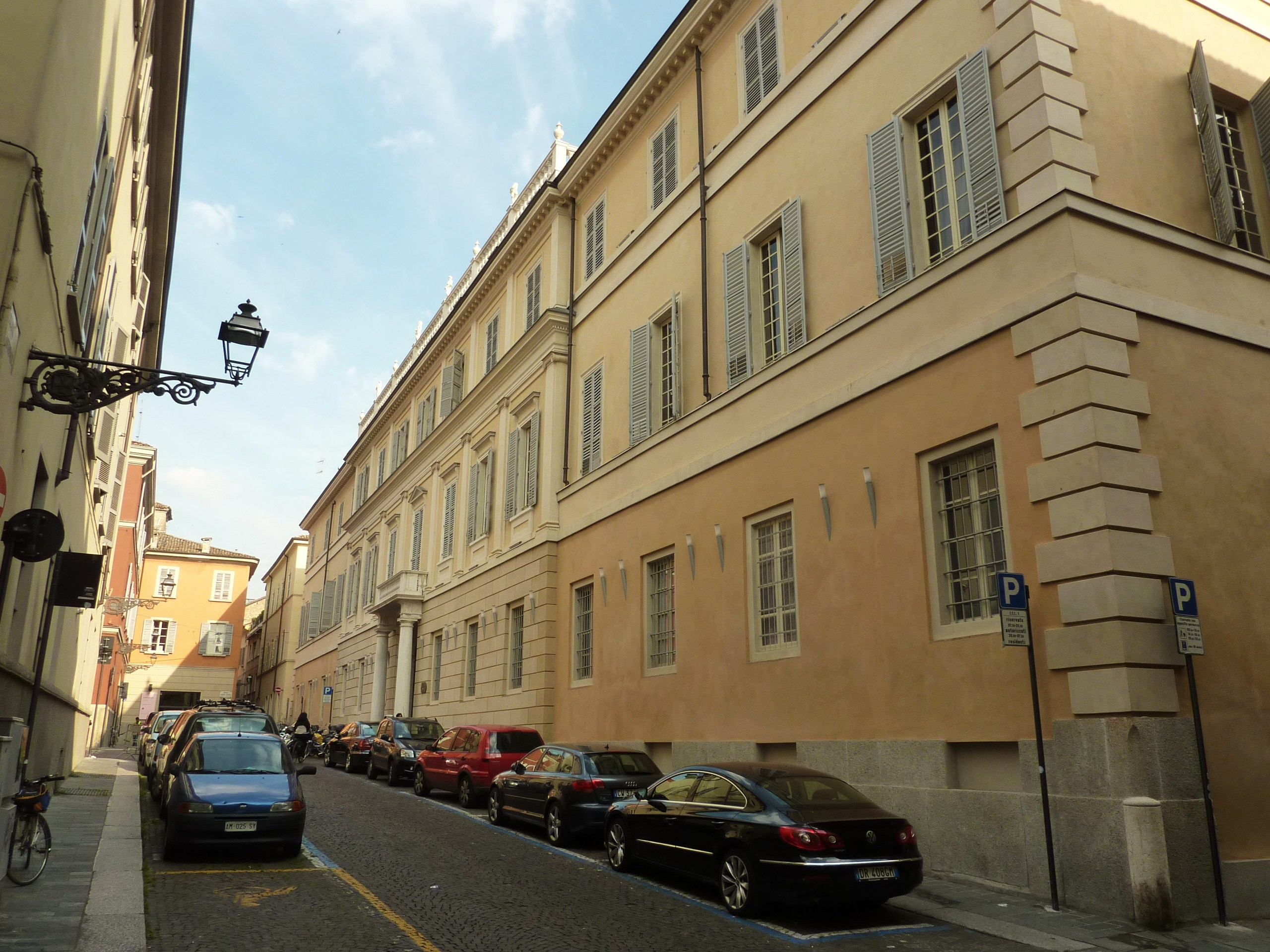
Palazzo Sanvitale visto da strada Cairoli

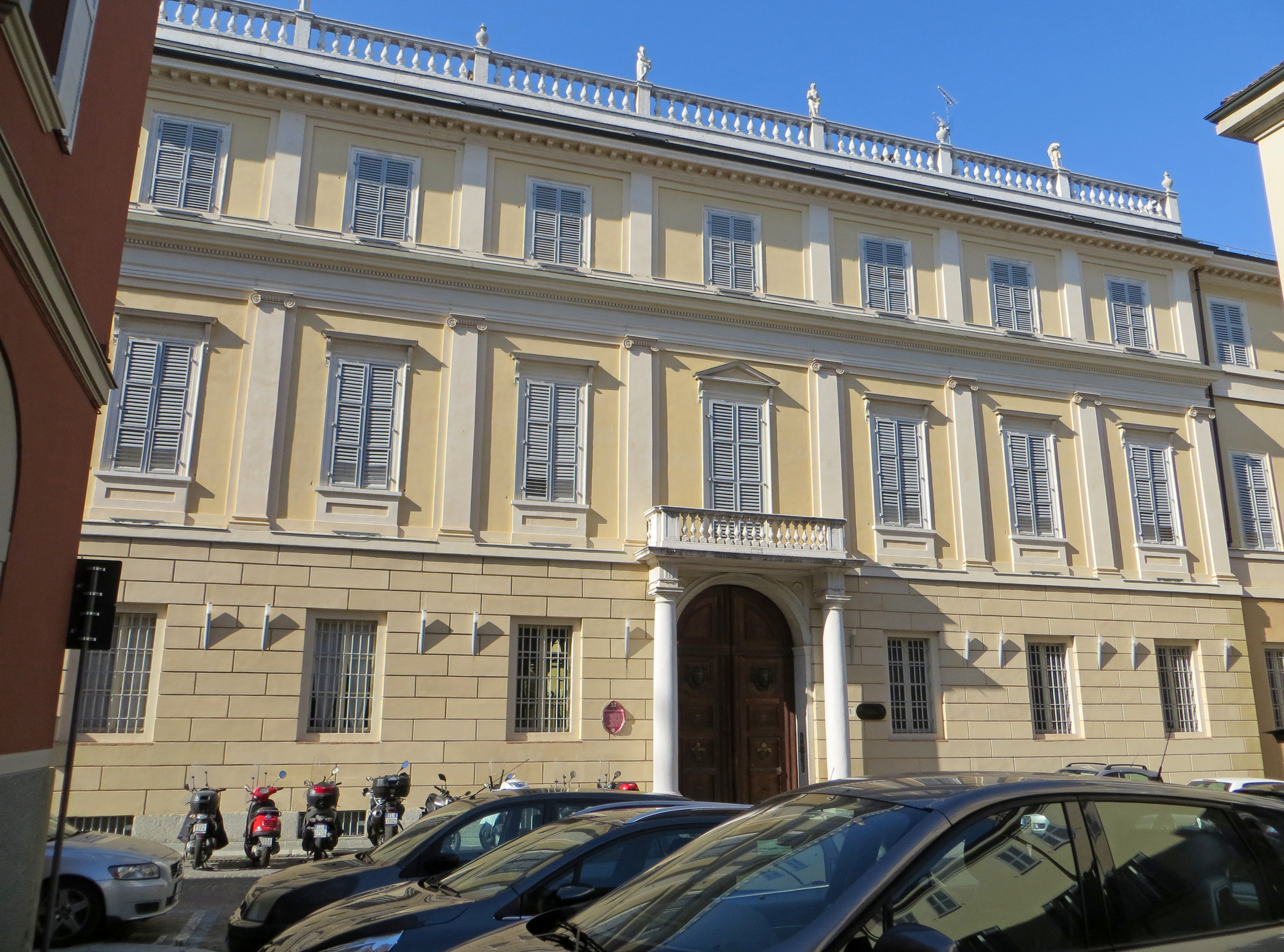
Corpo centrale della facciata

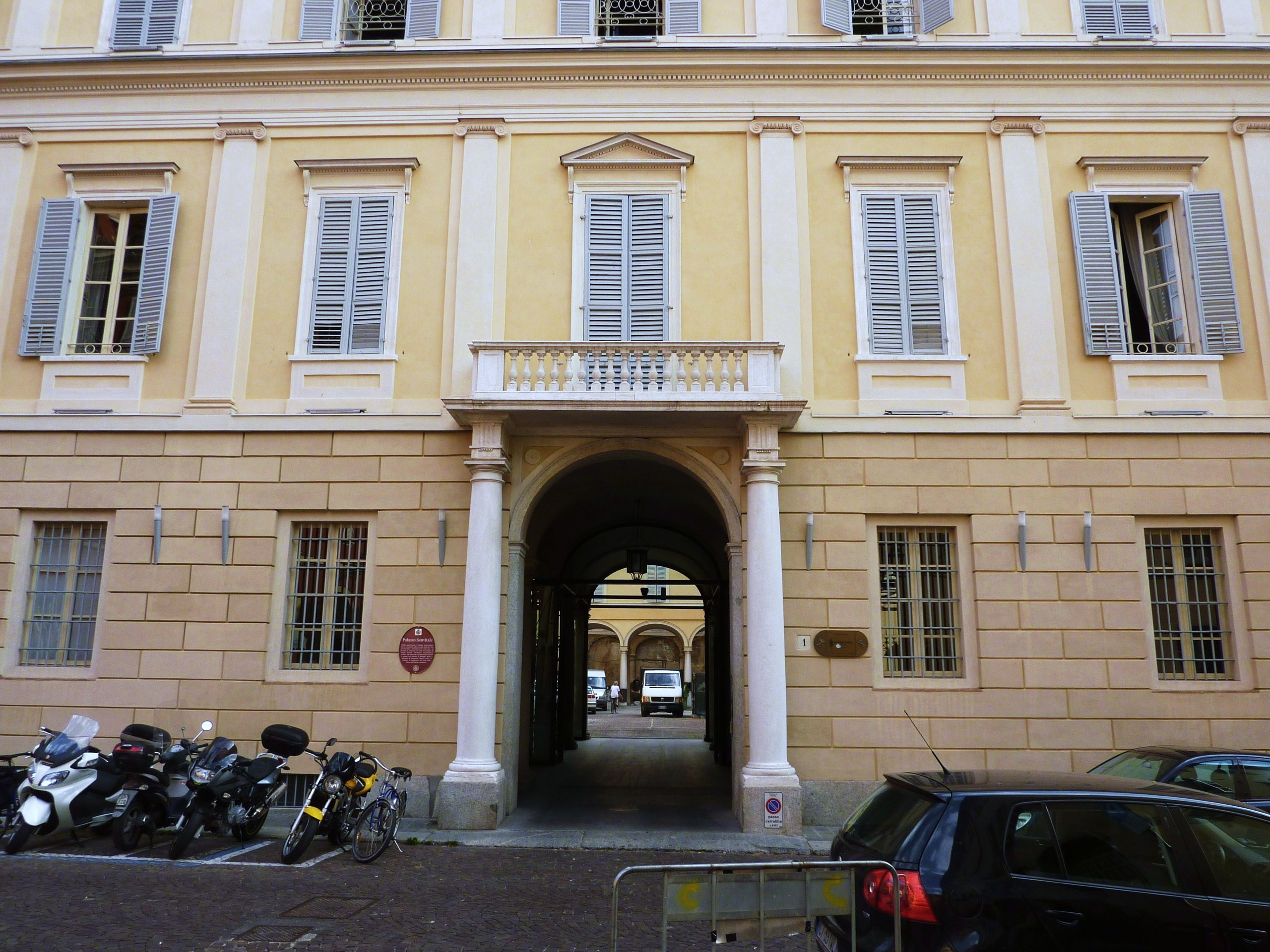
Ingresso principale

Il palazzo, di notevoli dimensioni, si sviluppa attorno ad un vasto cortile quadrato centrale; altri due cortili sono posizionati sul retro dell'edificio.
La lunga facciata, in stile neoclassico, è suddivisa simmetricamente in tre distinti corpi; quello centrale, in leggero aggetto rispetto alle ali laterali, è rivestito nella parte inferiore da un finto bugnato, mentre ai due livelli superiori le finestre inquadrate da cornici sono intervallate da lesene, sovrastate al piano nobile da capitelli di ordine ionico, su cui si innalza una cornice marcapiano con trabeazione. A coronamento del corpo centrale è posizionata un'elegante balaustra arricchita da una serie di statue.
Al centro l'ampio portale d'ingresso è affiancato da due colonne marmoree di ordine dorico, che sorreggono il balcone balaustrato.
L'atrio è caratterizzato dall'elegante colonnato, aperto sul cortile centrale; in asse con l'ingresso si apre sull'altro lato del cortile un secondo portico che conduce al primo cortile retrostante, caratterizzato sullo sfondo dall'affresco dipinto nel 1788 da Luigi Ardenghi e successivamente ripreso da Giacomo Giacopelli.
Un imponente scalone a forbice del 1787, poggiante su un colonnato di ordine dorico e arricchito da marmi e statue, conduce al piano nobile del palazzo.

### Le sale del piano terreno
Al piano terreno, nelle lunette di una delle sale poste lungo il corridoio, sono ancora visibili porzioni di affreschi di stile baglionesco, risalenti alla fine del XVI secolo, che raffigurano Tende scostate che mostrano paesaggi e Festoni di frutta e putti.
La Sala del Bertoja fu decorata intorno al 1564 da Jacopo Bertoja, che vi dipinse l'affresco di Apollo e le Muse concertanti al centro del soffitto, realizzato all'interno di un finto arazzo appeso.
La Sala del Bolla e dell'Aldrovandini fu invece decorata tra il 1719 e il 1720 da Giacomo Bolla e Domenico Aldrovandini, che vi realizzarono gli Affreschi allegorici della Casa Sanvitale.

### L'appartamento degli sposi

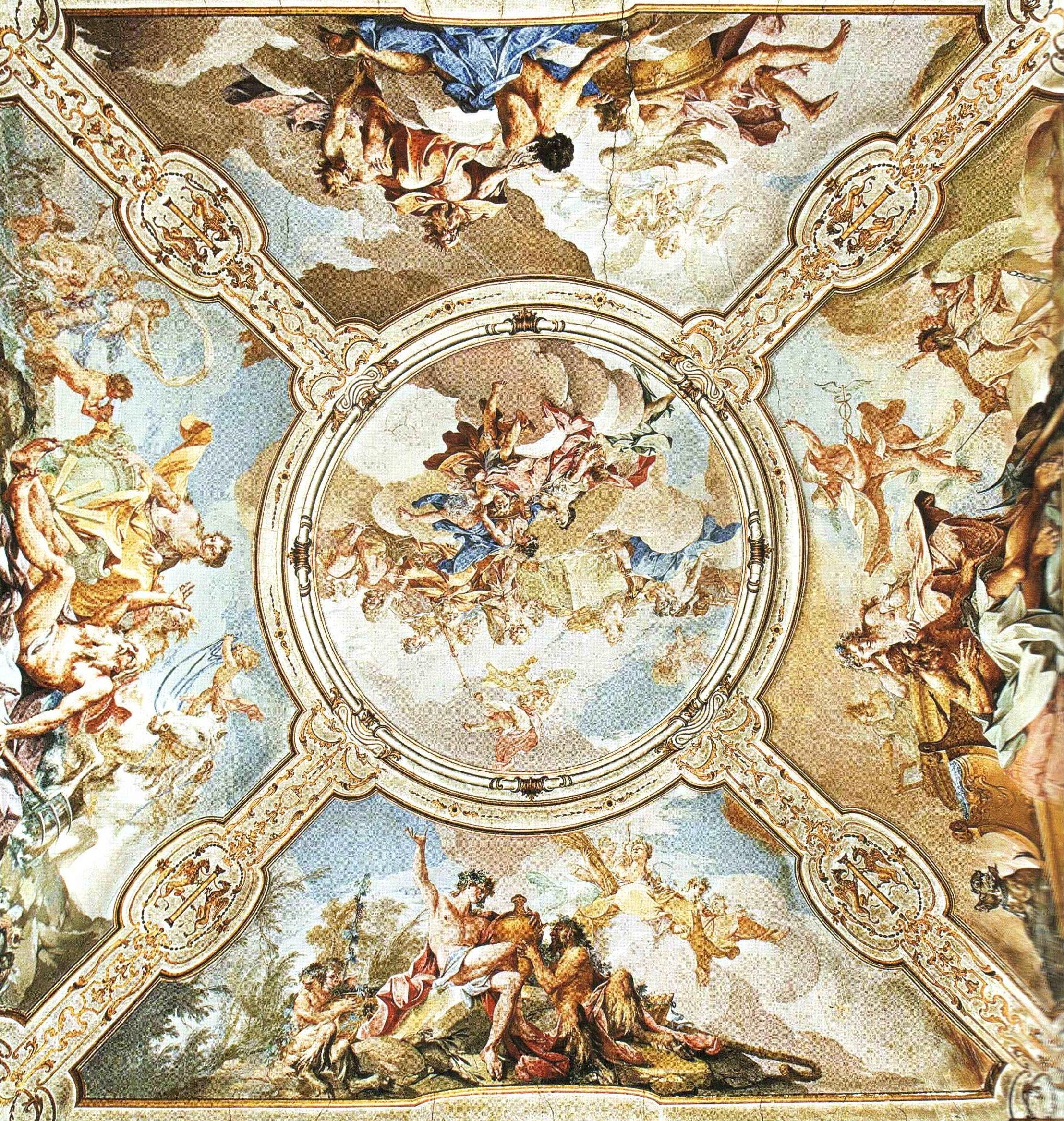
Sebastiano Galeotti, Convito per le nozze di Amore e Psiche

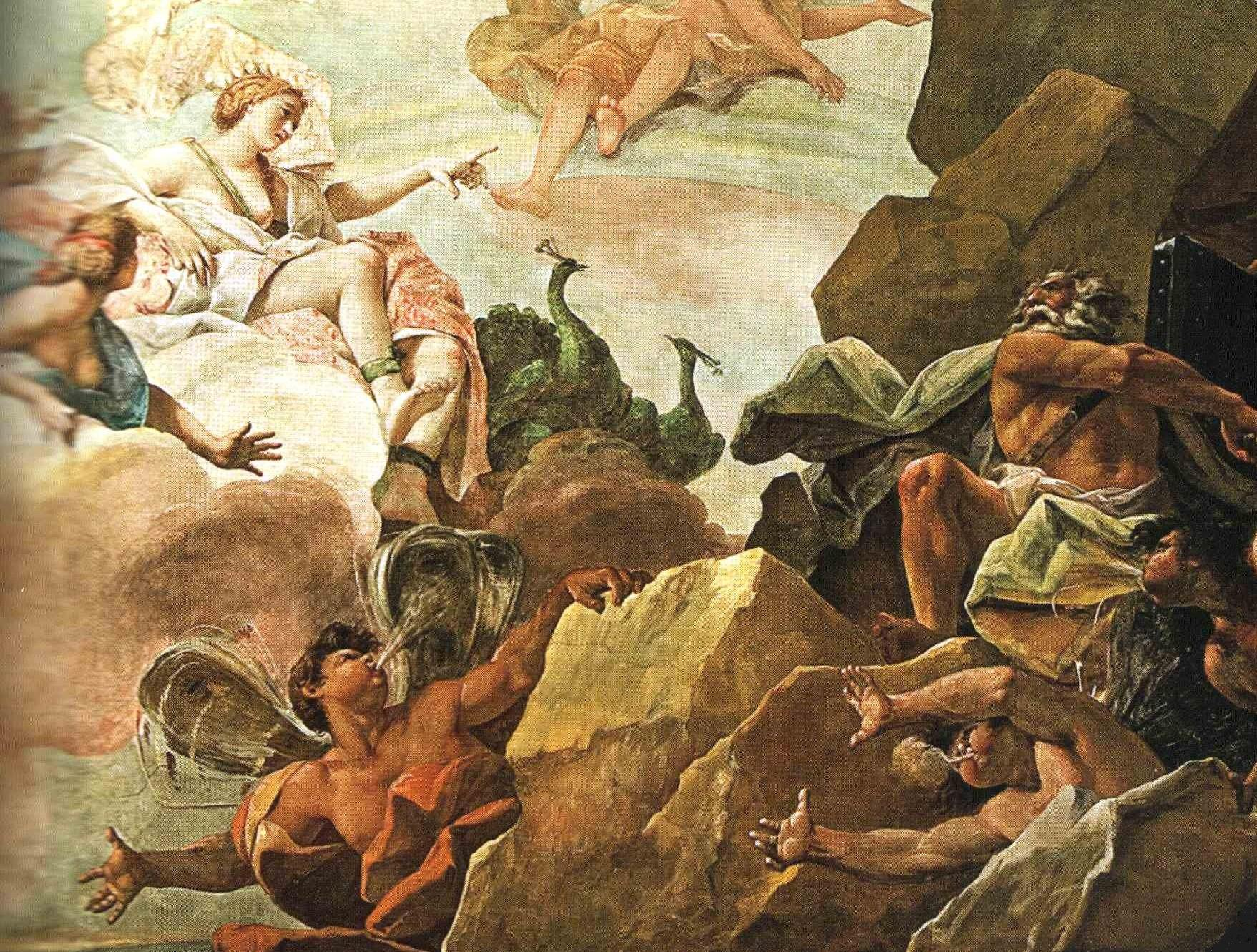
Domenico Muzzi, Giunone ordina a Eolo di liberare i Venti (particolare)

Le sale interne del piano nobile, che costituivano l'appartamento degli sposi, furono decorate in due fasi successive.
La prima serie di interventi, risalente al secondo decennio del settecento, interessò l'ala est e in particolare la Sala di Icaro e la Sala dello Sposalizio, affrescate, tra eleganti stucchi, da Sebastiano Galeotti tra il 1720 e il 1738 con le scene dell'Allegoria dell'elemento Acqua, dell'Allegoria dell'elemento Terra, delle Nozze di Giunone e Giove e della Caduta di Icaro con coppie di Satiri.
Allo stesso periodo risalgono le tele raffiguranti i Farnese e i Sanvitale, realizzate da Giovanni Bolla tra il 1719 e il 1720.

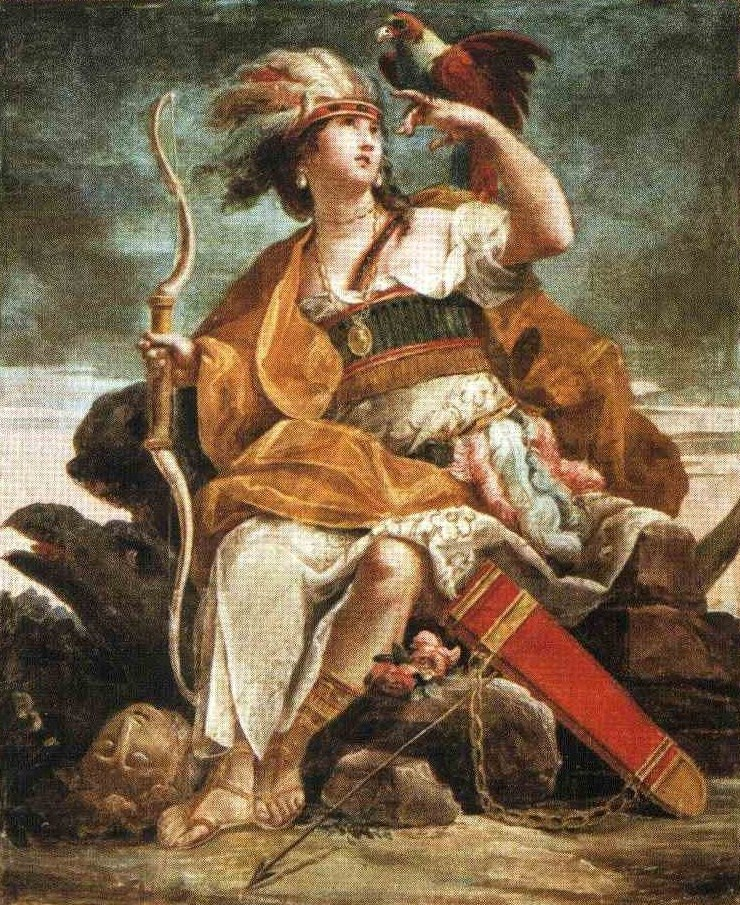
Domenico Muzzi, Allegoria dell'America

La seconda serie di decorazioni, avviata intorno al 1787, interessò invece le sale posizionate lungo la facciata. Tra queste, lo sfarzoso Salone da Ballo, progettato dall'architetto francese Etienne d'Antoine, fu decorato da Domenico Muzzi, che dipinse al centro della volta il grande affresco del Carro del sole, oltre a vari medaglioni e sovrapporte. Le statue in stucco furono realizzate da Giovanni Battista Cousinet, mentre gli stucchi del cornicione e delle pareti furono eseguiti da Antonio Rusca, su disegno di Benigno Bossi.

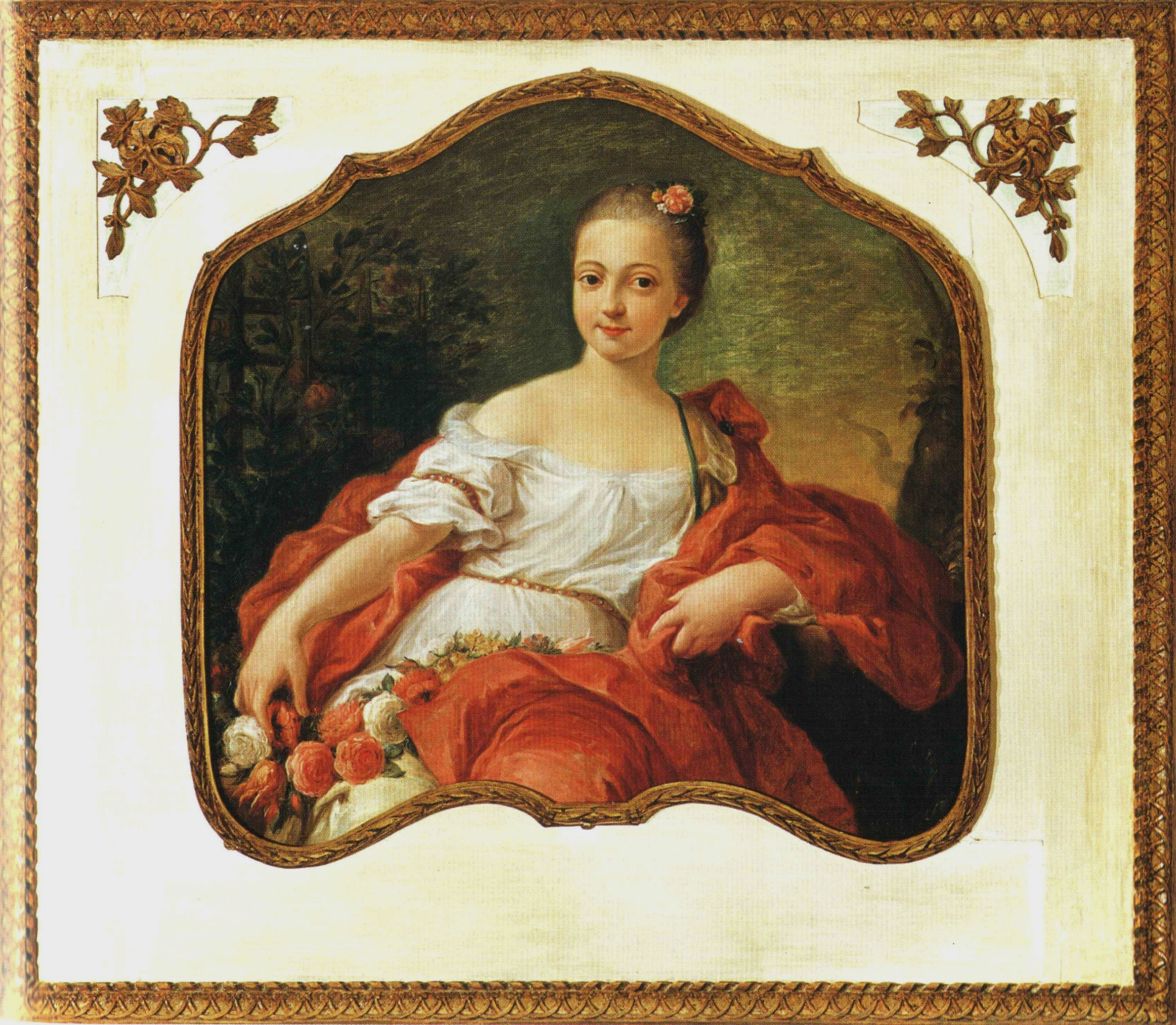
Domenico Passerini, Ritratto di fanciulla

La Sala di Giunone ed Eolo fu decorata dal Muzzi, che vi realizzò l'affresco Giunone ordina a Eolo di liberare i Venti e le allegorie dei quattro continenti (Europa, Africa, Asia e Americhe) sulle sovrapporte.
La Sala del Sonno (detta anche di Bacco) fu anch'essa dipinta da Domenico Muzzi, che vi eseguì gli affreschi dell'Allegoria del Sonno sulla volta e di Diana addormentata e dei Putti che giocano sulle sovrapporte.
La Sala della Musica è infine caratterizzata, oltre che dall'affresco degli Amorini musicanti, realizzato dal Muzzi sulla volta, dal Ritratto di fanciulla, dipinto da Domenico Passerini sulla sovrapporta.